# ديمبا سافاج
ديمبا سافاج (بالإنجليزية: Demba Savage)‏ (17 يونيو 1988 ببانجول في غامبيا - ) هو لاعب كرة قدم غامبي في مركز الهجوم. شارك مع منتخب غامبيا لكرة القدم. أما مع النوادي، فقد لعب مع كوكولان بالوفيكوت ونادي هكن ونادي هلسنكي وهونكا وGambia Ports Authority FC ‏.

## وصلات خارجية
- ديمبا سافاج على موقع الاتحاد الدولي (مؤرشف)  (الإنجليزية)
- ديمبا سافاج على موقع اتحاد السويد (السويدية)
- ديمبا سافاج على موقع اتحاد تركيا (لاعب) (الإنجليزية)
- ديمبا سافاج على موقع قاعدة بيانات كرة القدم.إي يو (الإنجليزية)
- ديمبا سافاج على موقع ناشيونال فوتبول تيمز (الإنجليزية)
- ديمبا سافاج على موقع Soccerway.com (الإنجليزية)
- ديمبا سافاج على موقع عالم كرة القدم.نت (الإنجليزية)
- ديمبا سافاج على موقع AS.com (الإسبانية)